# Yang Rudai
Yang Rudai (chinesisch 楊汝岱 / 杨汝岱, W.-G. Yang Ju-tai; * Dezember 1926 in Renshou, Meishan, Sichuan; † 24. Februar 2018 in Peking) war ein chinesischer Politiker der Kommunistischen Partei Chinas (KPCh), der unter anderem von 1983 bis 1993 Sekretär des Parteikomitees der Provinz Sichuan sowie zwischen 1987 und 1992 Mitglied des Politbüros der Kommunistischen Partei Chinas war.

## Leben
Yang Rudai, der zum Han-Volk gehörte, wurde 1952 Mitglied der Kommunistischen Partei Chinas (KPCh) und war im Anschluss Leiter einer Landreform-Gruppe in der Provinz Sichuan. Danach war er zwischen 1955 und 1970 Sekretär des Parteikomitees des Kreises Renshou sowie danach zwischen 1971 und 1976 Vorsitzender des Revolutionskomitees des Kreises Renshou sowie zugleich wieder Sekretär des Parteikomitees dieses Kreises. 1975 wurde er des Weiteren Mitglied des Nationalen Volkskongress und gehörte diesem in der vierten Wahlperiode bis 1978 an. Zugleich fungierte er von 1977 und 1978 als Vize-Vorsitzender des Revolutionskomitees der Provinz Sichuan und als Sekretär des Parteikomitees der bezirksfreien Stadt Leschan. Danach bekleidete er zwischen 1978 und 1982 das Amt als Vize-Gouverneur der Provinz Sichuan sowie zugleich auch als Mitglied des Ständigen Ausschusses des Parteikomitees dieser Provinz. Auf dem XII. Parteitag der KPCh (1. bis 12. September 1982) wurde er erstmals Mitglied des Zentralkomitees (ZK) und gehörte diesem Gremium nach seiner Wiederwahl auf dem XIII. Parteitag der KPCh (25. Oktober bis 2. November 1987) bis zum 19. Oktober 1992 an.
Als Nachfolger von Tan Qilong übernahm Xang im Februar 1983 die Funktion als Sekretär des Parteikomitees der Provinz Sichuan und bekleidete dieses bis April 1993, woraufhin Xie Shijie seine Nachfolge antrat. Auf dem XIII. Parteitag der KPCh (25. Oktober bis 2. November 1987) wurde er außerdem Mitglied des Politbüros der Kommunistischen Partei Chinas und gehörte auch diesem Führungsgremium der Partei bis zum 19. Oktober 1992 an. Während seiner Tätigkeit als Parteisekretär kam es zu Spannungen mit anderen Führungspersönlichkeiten der Provinz wie dem Gouverneur von Sichuan Jiang Minkuan, der 1988 von Zhang Haoruo abgelöst wurde.
Nach dem Ende seiner Tätigkeit als Parteisekretär der Provinz Sichuan wurde Yang Rudai 1993 Vize-Vorsitzender des Nationalkomitees der Politischen Konsultativkonferenz des chinesischen Volkes (PKKCV) und übte diese Funktion zehn Jahre lang aus. Er war ferner zwischen 1993 und 1998 erneut Mitglied des Nationalen Volkskongresses und wurde 1995 Ehrenpräsident des Verbandes für ländliche Spezialtechnologie.